# Pjotr Vasiljevitj Nejelov
Pjotr Vasiljevitj Nejelov, född 1 oktober 1749, död 5 september 1846(?), var en rysk arkitekt.